# هدی عزرا نونو
هدی عزرا نونو از سال ۲۰۰۸ تا سال ۲۰۱۳ به عنوان سفیر بحرین در ایالات متحده آمریکا خدمت کرده‌است. او توسط حکم وزیر امور خارجه خالد بن احمد الخلیفه به این سمت منصوب شد. وی سومین سفیر زن در بحرین و اولین سفیر یهودی بحرین و کشور عربی خاورمیانه است. انتصاب وی انتقاداتی را بین شیعیان بحرین و حامیان حکومت ایران برانگیخت که از سوی دولت بحرین رد شد.

## زندگی‌نامه
نونو در منامه در خانواده‌ای از مؤسسان شرکت بازرگانی یهودی از عراق متولد شد، وی برای مدت زمان طولانی در انگلستان زندگی می‌کرد و جایی که او به کالج کرمل، یک مدرسه شبانه‌روزی یهودی می‌رفت، وی مدرک حسابداری از دانشگاه گیلد هال لندست و یک MBA از دانشگاه بین‌المللی در واتفورد دریافت کرد.

## مواضع
وی در اردیبهشت ۱۳۹۱ در سخنانی بر ضد رژیم ایران که همزمان با آشوب های بحرین و اعتصابات مورد حمایت ایران عنوان می‌شد در پارلمان یهودیان اروپا گفت:
ایران نه تنها تهدیدی برای اسرائیل است بلکه تهدیدی برای کل منطقه‌است. تهدیدی که از سوی ایران، اسرائیل را تهدید می‌کند، ما را هم تهدید می‌کند. بحرین از جامعه بین‌المللی بویژه اسرائیل انتظار دارد که در کنارش در مقابله با ایران بایستد. تهران در حال بی‌ثبات کردن منطقه‌است.